# Academia Internațională de Științe San Marino
Academia Internațională de Știinte San Marino (AIS) este o instituție privată de învățământ superior cu sediul în San Marino. Academia a fost înființată în 1985 în prezența șefilor statului (Capitani Reggenti = căpitanii guvernanți).
Academia are cinci limbe oficiale și următoarele nume:
- Akademio Internacia de la Sciencoj San Marino (Esperanto)
- Internationale Akademie der Wissenschaften San Marino (limba germană)
- International Academy of Sciences San Marino (limba engleză)
- Académie Internationale des Sciences San Marino (limba franceză)
- Accademia Internazionale delle Scienze San Marino (limba italiană)

În cadrul AIS, dizertațiile trebuie prezentate într-o formă bilingvă; una dintre cele două limbi trebuie să fie obligatoriu limba internațională esperanto (numită și ILo = internacia lingvo).
Academia și Universitatea Lucian Blaga (ULBS) au un contract de cooperare academic, și profesorii academiei contribuie la învățământul ULBS. Sesiunile academiei în România (16 până în 2007) au fost realizate la ULBS. La sesiunile din România academia folosește și limba română.
Președintele academiei până la sfârșitul anului 2007 a fost Helmar Frank; începând din 2008 președinte este Fabrizio Pennacchietti.

## Legături externe
- Site-ul oficial al Academiei de Esperanto.